# Santuario di San Liberatore
Il santuario di San Liberatore è un edificio di culto ubicato nell'Appennino campano, circa 3 km a sud-ovest del centro cittadino di Ariano Irpino (anticamente Ariano, o Ariano di Puglia).
Il santuario sorge nell'omonima contrada collinare (altitudine: 505 m s.l.m.) lungo un antico cammino che conduceva a Benevento. Tutt'attorno al luogo sacro si estendono vasti oliveti, giacché la località è interamente ricompresa nell'area di produzione dell'olio extravergine di oliva Irpinia - Colline dell'Ufita.

## Storia
Benché la diffusione del culto di san Liberatore nell'ex principato di Benevento risalga al medioevo, l'esistenza di tale edificio religioso e dello stesso toponimo locale San Liberatore non è documentata nei pur numerosi scritti medievali, tanto che il suo nome non figura neppure nel primo catalogo delle chiese rurali afferenti al territorio della città di Ariano, edito nel corso del Trecento e assai ben dettagliato.

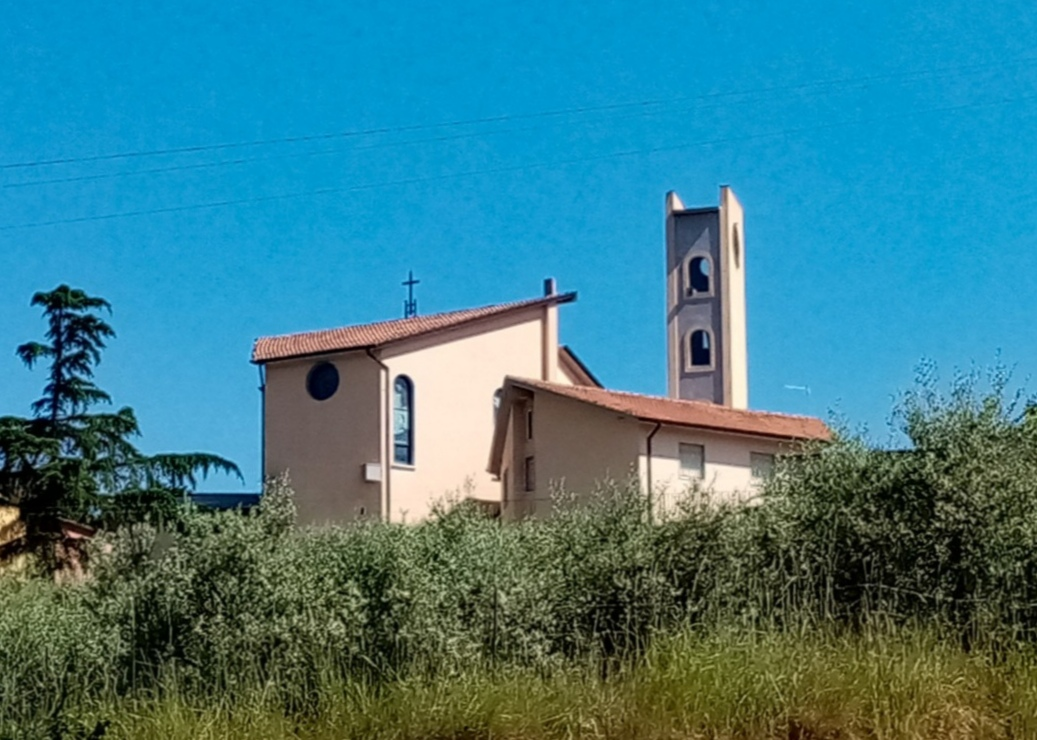
Il santuario osservato dal retro

A decorrere però dal 1451 l'ormai riconosciuta chiesa rurale di San Liberatore, fino a quel momento non soggetta a cura pastorale, venne a dipendere direttamente dalla cattedrale di Ariano. Il clero diocesano riservò fin da subito molte attenzioni a tale luogo sacro; così nel Cinquecento, allo scopo di agevolare l'imponente afflusso di pellegrini, si realizzò la fontana del Brecceto quasi a metà strada tra l'edificio di culto e il centro abitato di Ariano, mentre nel 1670 il capitolo della cattedrale provvide ad ampliare la chiesa al fine di poter assicurare le opportune cure pastorali al territorio rurale circostante.

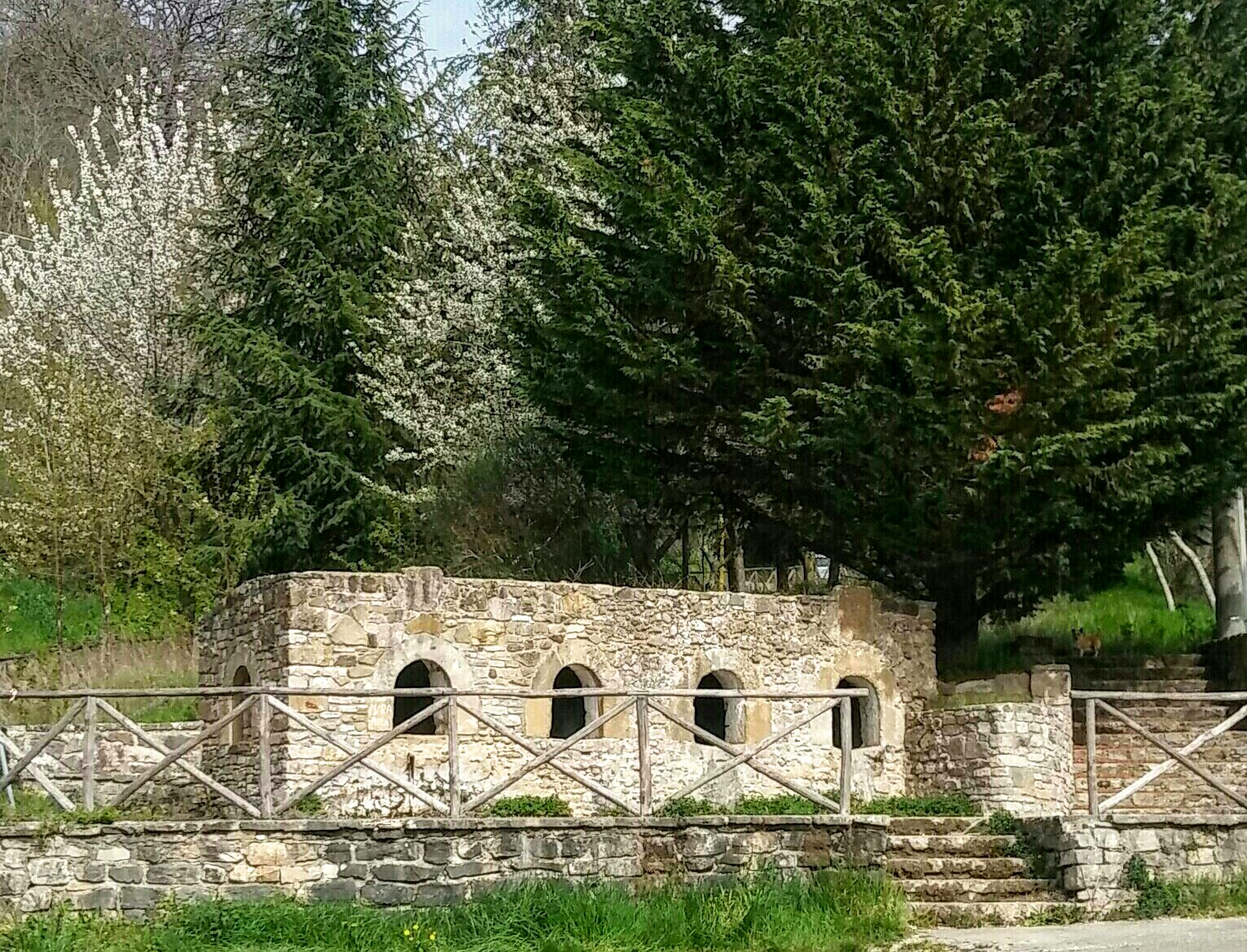
La fontana del Brecceto lungo la via che conduce al santuario

La devozione popolare verso san Liberatore si è poi mantenuta su livelli elevati anche in epoca moderna e contemporanea: nell'Ottocento, ad esempio, è attestata la presenza di un'immensa quantità di ex-voto stipati all'interno del sacrario.
Il terremoto del 1930 causò poi danni strutturali piuttosto gravi che le successive riparazioni non furono in grado di risolvere in modo definitivo. Il 1º gennaio 1958 fu formalmente istituita la parrocchia di San Liberatore, nell'ambito della diocesi di Ariano; il riconoscimento giuridico giunse il 20 maggio 1960, ma due anni più tardi l'ormai vecchissimo edificio sacro fu irreparabilmente devastato dal sisma del 1962.
Tra molte difficoltà, mentre i lavori di ricostruzione erano ancora in corso, nel 1977 la parrocchia poté riprendere le sue funzioni: essa si estende su 7 contrade e conta 243 famiglie per un totale di 790 abitanti. Nel 1993, dopo varie vicissitudini, ebbe termine la ricostruzione della chiesa, realizzata secondo rigidi criteri antisismici con forme più orizzontali e minore elevazione (fatta eccezione per il campanile); all'interno furono restaurate o realizzate ex novo diverse opere d'arte (dipinti, vetrate, simulacri, oltre alle due antiche statue lignee raffiguranti san Liberatore e sant'Elzeario) mentre la grande mole di ex-voto fu trasferita in due sale attigue. Finalmente il 20 maggio 2006 con decreto del vescovo Giovanni D'Alise fu ufficialmente istituito il santuario diocesano di San Liberatore con il titolo "Ut omnes unum sint".

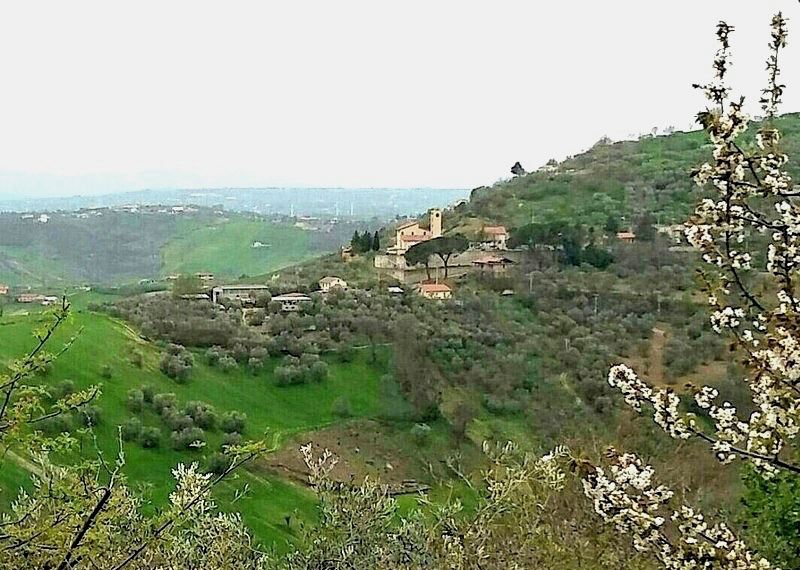
La contrada San Liberatore osservata dal Monte Creta

La località costituisce meta di pellegrinaggi soprattutto in occasione del 15 maggio (giorno della memoria liturgica di san Liberatore) e nella domenica successiva; anticamente in tale periodo si teneva anche una fiera all'aperto:
(Bitrio Sansonetti, Descrittione della Città d'Ariano, marzo 1623)